# Dobešov (Odry)
Dobešov (německy Dobischwald) je vesnice, část města Odry v okrese Nový Jičín. Nachází se asi 4,5 km na západ od Oder. V roce 2009 zde bylo evidováno 81 adres. V roce 2020 zde trvale žilo 225 obyvatel.
Dobešov je také název katastrálního území o rozloze 12,26 km2.